# Ernst von Glasersfeld
Ernst von Glasersfeld (Monaco di Baviera, 8 marzo 1917 – Leverett, 12 novembre 2010) è stato un filosofo e cibernetico tedesco, che ha vissuto a lungo in Irlanda, in Italia (a Merano e Milano) e  negli Stati Uniti.

## Studi
Professore emerito di Psicologia dell'Università della Georgia, già associato di ricerca presso lo Scientific Reasoning Research Institute, nonché professore aggiunto del Dipartimento di Psicologia dell'Università del Massachusetts, è stato anche membro del Board of Trustees della Americans Society of Cybernetics, dalla quale ha ricevuto il McCulloch Memorial Award nel 1991.
Studioso della comunicazione uomo-animale e della traduzione meccanica del linguaggio, ha sviluppato un suo modello di conoscenza noto come costruttivismo radicale, secondo il quale si deve rinunciare all'ontologia, in quanto egli contesta l'idea che la conoscenza umana debba perseguire una rappresentazione vera e oggettiva di un mondo già esistente "in sé", dato che per dimostrare una tale verità sarebbe necessario confrontare ogni conoscenza con quella parte della realtà che essa dovrebbe rappresentare; cosa non possibile, poiché per fare questo confronto si dovrebbe conoscere la realtà così com'era prima di passare attraverso le operazioni del soggetto osservatore: in altre parole, si richiederebbe un confronto tra una cosa che si conosce e un'altra che non è conoscibile.
Egli è convinto che i concetti che adoperiamo per "maneggiare" il mondo della nostra esperienza siano il risultato della nostra attività "costruttiva", nel corso della quale applichiamo una selezione negativa (principio di viabilità), eliminando tutto quello che non serve o non funziona, in modo che ciò che rimane alla fine risulti adatto, adoperabile o (come egli preferisce dire) “viabile”, cioè funzionalmente percorribile.
Il suo pensiero ha avuto influssi significativi sia per l'epistemologia costruttivista, sia per la pratica clinica di diverse scuole psicoterapeutiche, come la psicoterapia dei costrutti personali di orientamento kellyano, la terapia breve strategica e diverse scuole di terapia cognitivista.
È scomparso negli Stati Uniti nel 2010, all'età di 93 anni.

## Opere
- Heinz von Förster, Ernst von Glasersfeld (2001), Come ci si inventa. Storie, buone ragioni e entusiasmi di due responsabili dell'eresia costruttivista, Odradek Edizioni, Roma
- Ernst von Glasersfeld (1998), Il costruttivismo radicale, Società Stampa Sportiva (Divisione Cultura & Scienze), Roma
- Ernst von Glasersfeld (1989), Linguaggio e Comunicazione nel costruttivismo radicale, Metope: Clup, Milano
- (EN)  Ernst von Glasersfeld (1995), Radical Constructivism: A Way of Knowing and Learning. The Falmer Press: London & Washington
- (EN)  Ernst von Glasersfeld (1987), The Construction of Knowledge: Contributions to Conceptual Semantics. Intersystems Publications: Seaside, California
- (DE)  Ernst von Glasersfeld (2008), Unverbindliche Erinnerungen. Skizzen aus einem fernen Leben. Folio-Verlag: Vienna-Bolzano. ISBN 978-3-852564012